# احتلال آيسلندا
بدأ احتلال آيسلندا خلال الحرب العالمية الثانية بغزو بريطاني هدف إلى السيطرة على آيسلندا وحرمان ألمانيا من الاستيلاء عليها. نُفّذت العملية العسكرية التي أطلق عليها اسم عملية الشوكة من قبل البحرية الملكية البريطانية ومشاة البحرية الملكية. في الوقت المناسب، حلّت قوات كندية وأمريكية من بعدها محل القوات البريطانية، على الرغم من حقيقة أن الولايات المتحدة لم تكن مشاركةً في الحرب بعد.

## الغزو
كان غزو آيسلندا عملية عسكرية بريطانية نفذتها البحرية الملكية ومشاة البحرية الملكية خلال الحرب العالمية الثانية لاحتلال آيسلندا وحرمان الألمان من الحصول عليها. فرضت بريطانيا في بداية الحرب رقابةً مشددةً على تصدير السلع الآيسلندية، مانعةً عمليات الشحن المربحة إلى ألمانيا، كجزء من حصارها البحري. عرضت بريطانيا المساعدة على آيسلندا، ساعية لتحقيق التعاون «كطرف في الحرب وحليف»، لكن قوبل هذا السعي برفض ريكيافيك وتأكيدها على التزام الحياد. شكّل الوجود الدبلوماسي الألماني في آيسلندا، إلى جانب الأهمية الاستراتيجية للجزيرة، إزعاجًا مستمرًا للجانب البريطاني. اجتاحت ألمانيا في 9 أبريل 1940 الدنمارك، البلد الأم السابق لآيسلندا، التي كان ملكها ما يزال رئيس الدولة الآيسلندية. غزا البريطانيون آيسلندا صباح العاشر من مايو إبان الفشل في إقناع الحكومة الآيسلندية بالانضمام إلى الحلفاء. وصلت القوة الأولية المؤلفة من 746 جنديًا من مشاة البحرية الملكية البريطانية بقيادة العقيد روبرت ستورجس إلى العاصمة ريكيافيك. تحركت القوات بسرعة دون أن تواجه أي مقاومة لتعطيل شبكات الاتصالات، وتأمين المواقع الاستراتيجية، واعتقال المواطنين الألمان. انتقلت القوات باستخدام وسائل النقل المحلية إلى هفالفيوريذور، وكالداذارنيس، وساندسكايذ، وأكرانيس لتأمين مواقع الهبوط ضد احتمال شن هجوم مضاد ألماني.
أصدرت حكومة آيسلندا في مساء العاشر من مايو احتجاجًا، ضد ما أسمته «انتهاكًا صارخًا» للحياد الآيسلندي و «وخرقًا لاستقلالها»، وطالبت بتعويض عن جميع الأضرار التي لحقت بها. وعد البريطانيون بتعويضات واتفاقيات تجارية تخدم مصلحة آيسلندا مع عدم التدخل في شؤونها وانسحاب جميع القوات في نهاية الحرب. رضخت السلطات الآيسلندية للوضع الراهن، وتعاونت بصورة فعلية مع الغزاة، على الرغم من الحفاظ على سياسة الحياد بصورة رسمية.  نُشرت خلال الأيام التالية معدات الدفاع الجوي في ريكيافيك وأُرسلت كتيبة من القوات إلى أكوريري. على أي حال، كانت القوات التي بدأت الغزو سيئة التجهيز، وناقصة التدريب وعاجزةً عن احتلال الجزيرة والدفاع عنها. وصل 4000 جندي إضافي من الجيش البريطاني في 17 مايو لمساعدة مشاة البحرية. شهد شهر يوليو انضمام عناصر من الفرقتين الكنديتين الثانية والثالثة. بلغ إجمالي قوات الاحتلال التابعة للكومنولث في نهاية المطاف 25000 من المشاة مدعومةً من سلاح الجو الملكي والبحرية الملكية البريطانية والبحرية الملكية الكندية. بعد عام من الغزو، تمركزت قوات عسكرية من الولايات المتحدة، التي حافظت على حيادها بصورة رسمية، في الجزيرة بالاتفاق مع الحكومة الآيسلندية، ما أدى إلى الاستغناء عن معظم القوات البرية البريطانية. تزايدت أعداد القوات الأمريكية بشكل كبير بعد دخول الولايات المتحدة الحرب في 11 ديسمبر 1941، لتصل إلى ما يقارب 30000 من عناصر الجيش (بمن فيهم عناصر القوات الجوية) وعناصر القوات البحرية في آن واحد. استمر سلاح الجو الملكي وسلاح الجو الملكي الكندي في العمل من محطتين تابعتين لسلاح الجو الملكي البريطاني حتى نهاية الحرب.